# Правский, Владимир Владимирович
Владимир Владимирович Правский (20 сентября 1978, Москва, СССР) — российский футболист, игрок в мини-футбол, тренер.

## Биография
Правский является воспитанником московского «Локомотива». Некоторое время он играл за дубль «железнодорожников», а в 1997 году провёл пять матчей за щёлковский «Спартак», после чего принял решение перейти в мини-футбол.
В мини-футболе Владимир дебютировал за «Норильский никель». После двух сезонов в составе «полярников» он немного поиграл за петербургский «Политех» и московское «Динамо-23», после чего перешёл в казанский «Приволжанин».
Два года спустя Правский, до этого игравший в мини-футболе лишь в клубах высшего дивизиона, перешёл в подмосковные «Мытищи», игравшие во второй по уровню лиге. Через два года он помог мытищинской команде выйти в Суперлигу.